# 백래시 (사회학)
백래시(영어: backlash)는 본래 어떠한 아이디어, 행동 또는 물체에 대한 강한 반동을 뜻하는 단어로, 특히 구미권의 정체성 정치 운동에서는 성평등 및 젠더 운동 등의 흐름에 반대하는 운동 및 세력을 가리키는 말로 쓰인다. 이 경우 젠더 블라인드에 대응해 젠더 백래시라고도 부른다.

## 같이 보기
- 페미나치
- 노여움